# Vernon i Irene Castle
Vernon i Irene Castle – tancerze m.in. tanga argentyńskiego. W  początkach XX wieku byli jedną z najbardziej wpływowych par tancerzy, którzy spopularyzowali nowoczesny taniec w Stanach Zjednoczonych.
Vernon Castle (2 maja 1887 – 15 lutego 1918) urodzony jako  William Vernon Blyth w Norwich, Norfolk, Anglia.
Irene Castle (17 kwietnia 1893 – 25 stycznia 1969) urodzona jako Irene Foote w New Rochelle w stanie Nowy Jork.